# Mark Scheifele
Mark Scheifele (Kitchener, 15 marzo 1993) è un hockeista su ghiaccio canadese.

## Palmarès

### Mondiali
- 2 medaglie:
  - 1 oro (Russia 2016)
  - 1 argento (Germania/Francia 2017)

### Mondiali giovanili
- 1 medaglia:
  - 1 bronzo (Canada 2012)